# Kapelle Wilen Wartegg

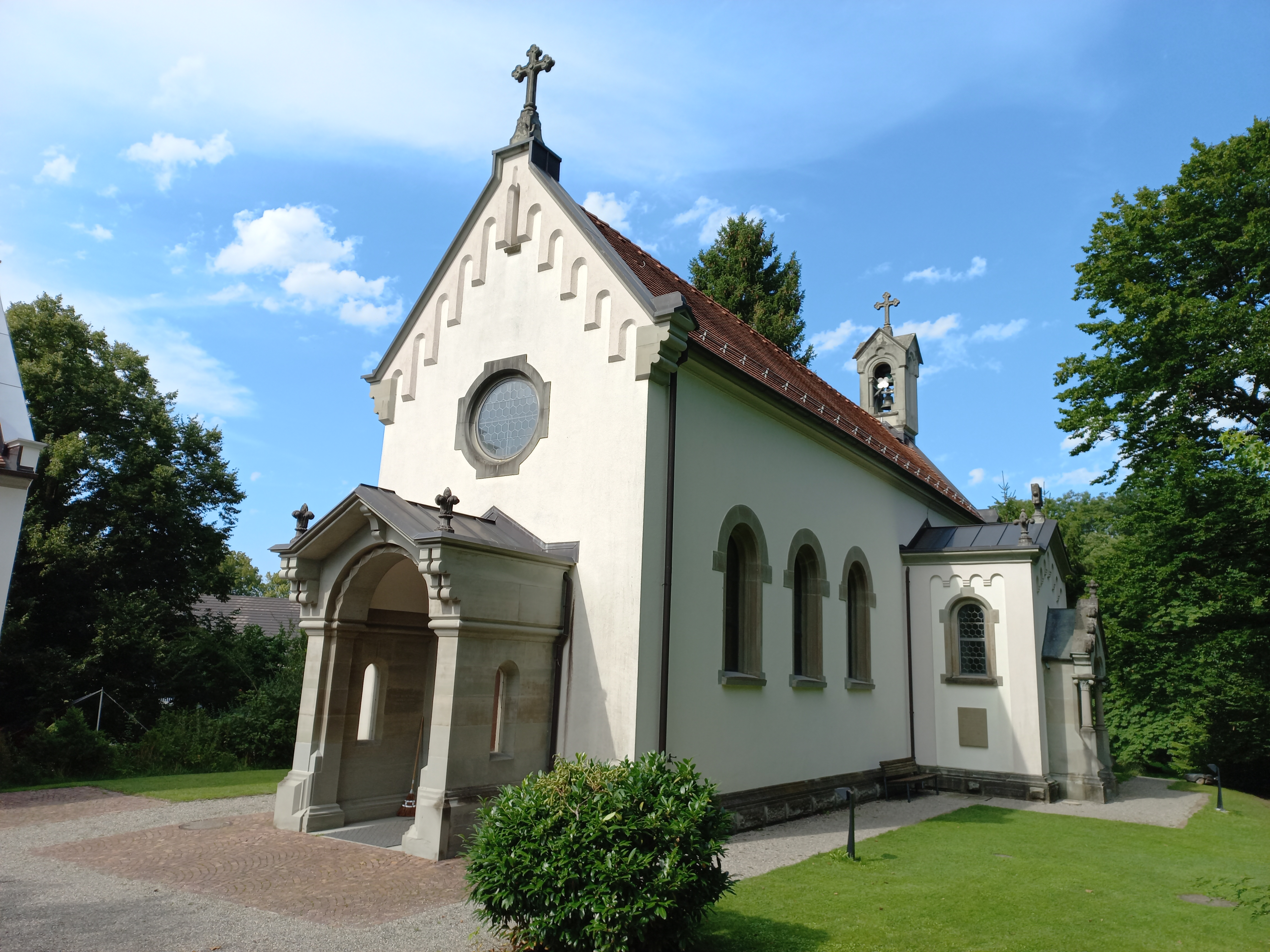
Kapelle Wilen bei Schloss Wartegg (2021)

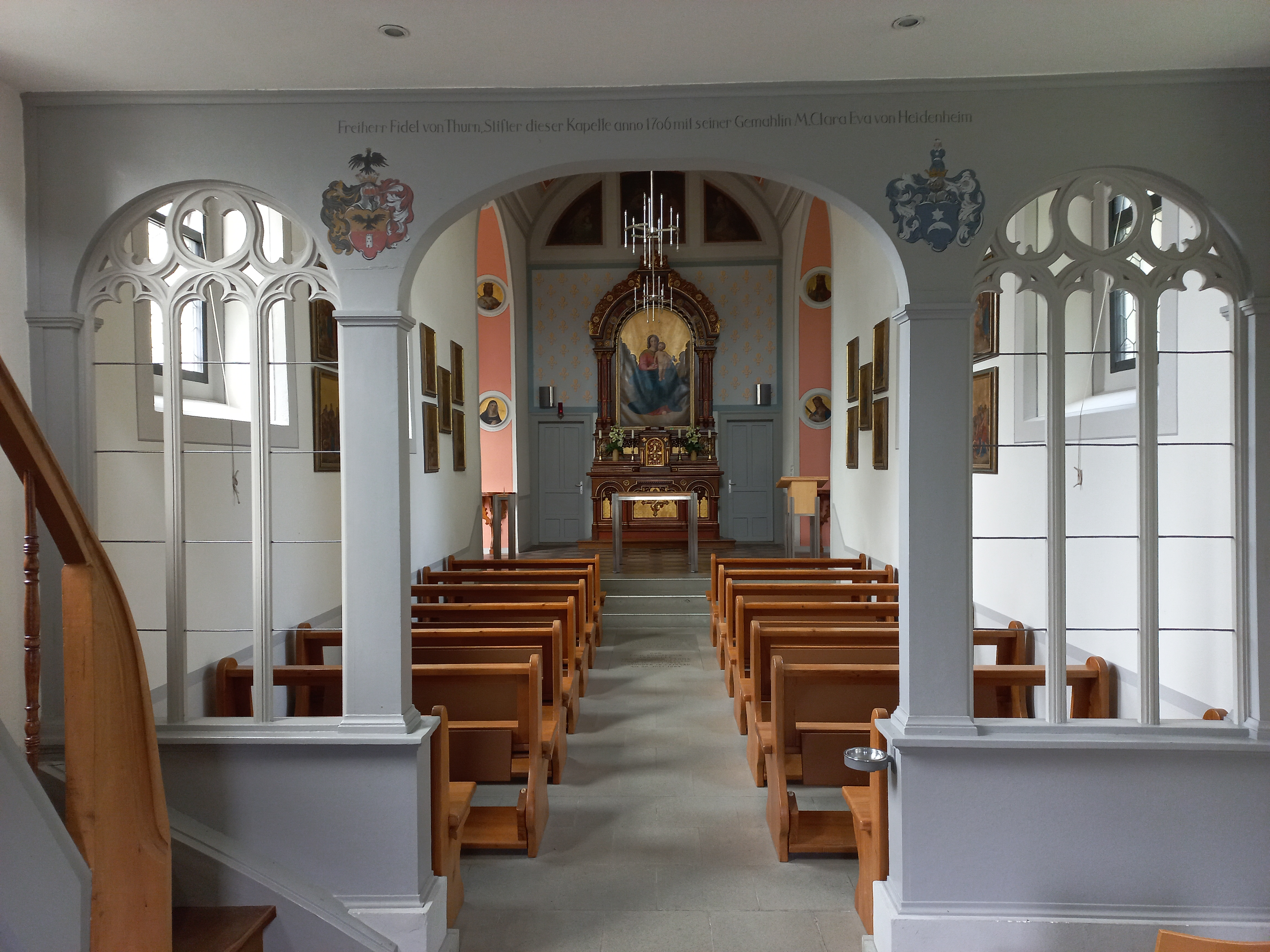
Blick vom Eingang zum Altar

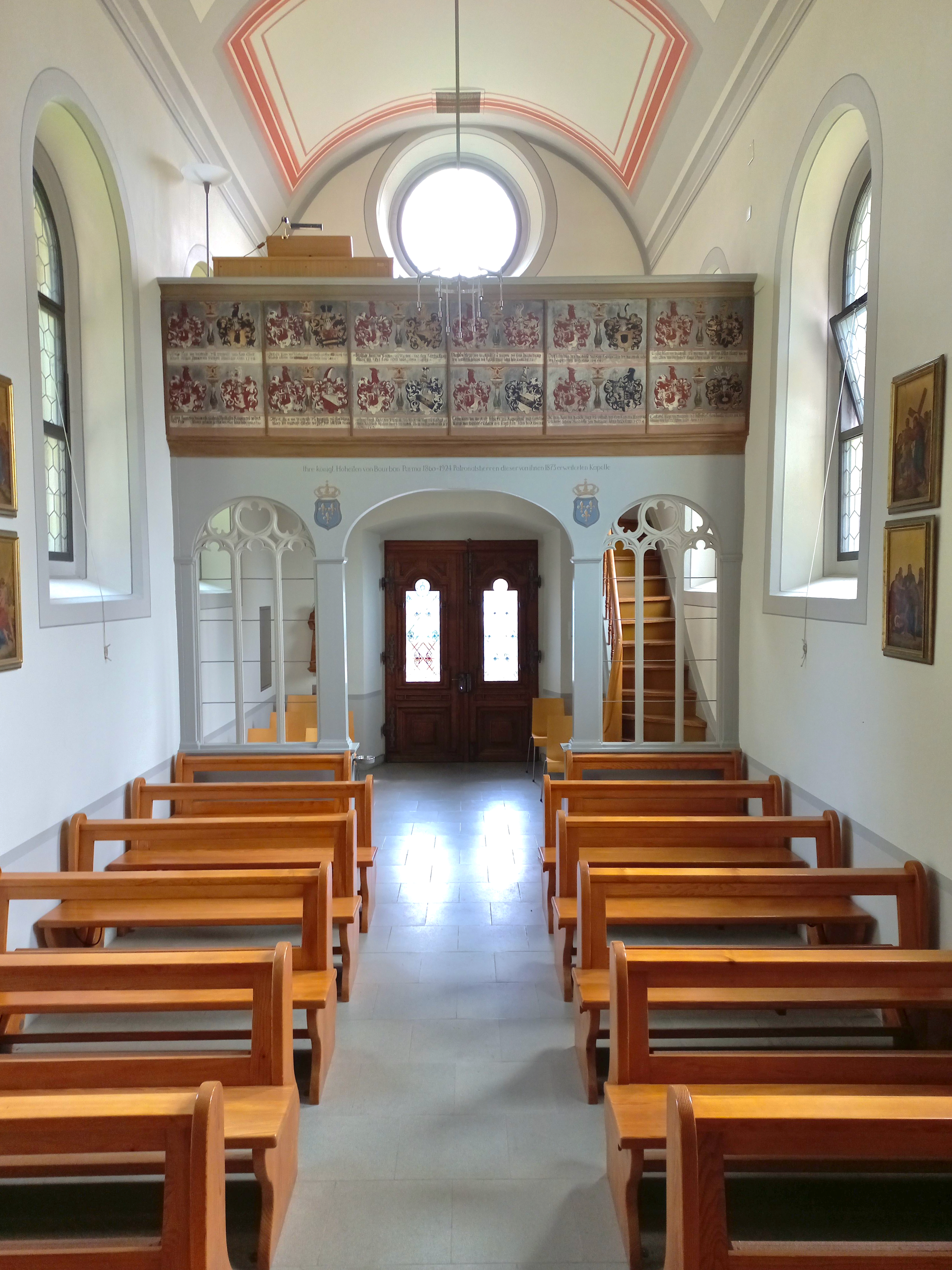
Blick zur Empore

Die  Kapelle Wilen bei Schloss Wartegg  (auch: Loretokapelle Wilen-Wartegg mit Kaplanei) ist ein denkmalgeschützter römisch-katholischer Kirchenbau in der Gemeinde Rorschacherberg im Kanton St. Gallen in der Schweiz. Sie ist der Mutter Gottes von Loreto geweiht.

## Geschichte
Fidel von Thurn (1629–1719), Hofmarschall des Abtes von Sankt Gallen, liess 1706 zusammen mit seiner Gemahlin Maria Klara Eva Eleonora von Hedenheim im Südwesten des rund 13 Hektar grossen Schlossareals Wartegg eine Kapelle mit Kaplaneipfründe erbauen. Die Grundsteinlegung erfolgte am 29. Mai 1706.
Erster Kaplan wurde der Dornbirner Franz Ulrich Thurnherr. Der Geistliche war aufgrund der «Lauretanische Stiftung» verpflichtet, täglich in der Kapelle die heilige Messe zu lesen, dreimal in der Woche für den Schlossherrn und seine Familie, sowie jeden Abend den Rosenkranz zu beten oder vorbeten zu lassen. 1732, einige Jahre nach dem Tod Fidel von Thurns, wollte der Kaplan neben der Kirche eine Kaplanei bauen lassen. Die Witwe von Fidel von Thurn unterstützte dies, der Sohn Gall Anton bekämpfte dieses Vorhaben. Es kam zu einem jahrelangen Prozess, der das Gericht des Abtes von St. Gallen, die Nuntiatur in Luzern und die Kurie in Rom beschäftigte. Kaplan Thurnherr verlor den Prozess, dennoch war das Haus gebaut.
Überliefert ist, dass in dieser Kapelle der Geheimagent von Ludwig XVI. Marc Marie Marquis de Bombelles für den gefangenen König sowie dessen Gemahlin Marie-Antoinette betete. Der emigrierte Pariser Erzbischof Antoine-Éléonor-Léon Le Clerc de Juigné und der Bischof von Chalon-sur-Saône Jean-Babtiste du Chilleau lasen hier Messen. Auch die letzten Nachkommen der älteren Linie der französischen Königsfamilie, der Bourbonen, die Regentin von Parma mit ihren zwei Söhnen und zwei Töchtern und ihrem Bruder, dem Graf von Chambord, beteten hier.
1840 wurde die Kapelle im Auftrag des Kantonsrates Dominik Gmürr renoviert. 1873 wurde sie im Auftrag des Herzogs Robert I. von Parma im neuromanischen Stil umgebaut. Dieser Eingriff ist bis heute für die Kapelle beherrschend.
Nach dem Ersten Weltkrieg hielten sich der ehemalige Kaiser Karl von Österreich und seine Gemahlin Zita und deren Kinder in Schloss und Kapelle Wilen Wartegg auf. Auch Papst Pius XII. soll sich nach Wartegg erkundigt haben. Nachdem 1924 die Familie Bourbon-Parma Wartegg aufgeben musste, war die Stellung der Kaplanei ein länger ungelöstes Problem.
Nach dem Wegzug der ehemaligen österreichischen Adligen bildete sich 1924 ein Wartegg-Verein, der dann alles verkaufte. Die Kapelle und die Kaplanei gingen in das Eigentum der Diözese St. Gallen über. Seit 1947 ist das Grundstück im Eigentum der katholischen Kirchgemeinde Rorschach.
1957 wurden die Gebeine von Robert Lucas Pearsall in die Loretokapelle Wilen-Wartegg umgebettet. 1967/1968 erfolgte eine Renovierung der Kapelle und der Kaplanei mit Unterstützung der Denkmalpflege des Kantons St. Gallen. 1997 wurde die Kapelle nochmals renoviert.
Die Kapelle und die Kaplanei werden heute für vielerlei Aktivitäten genutzt. Im Gotteshaus werden weiterhin Gottesdienste abgehalten und die Kaplanei wird für ökumenische Programme genutzt.

## Bau und Ausstattung

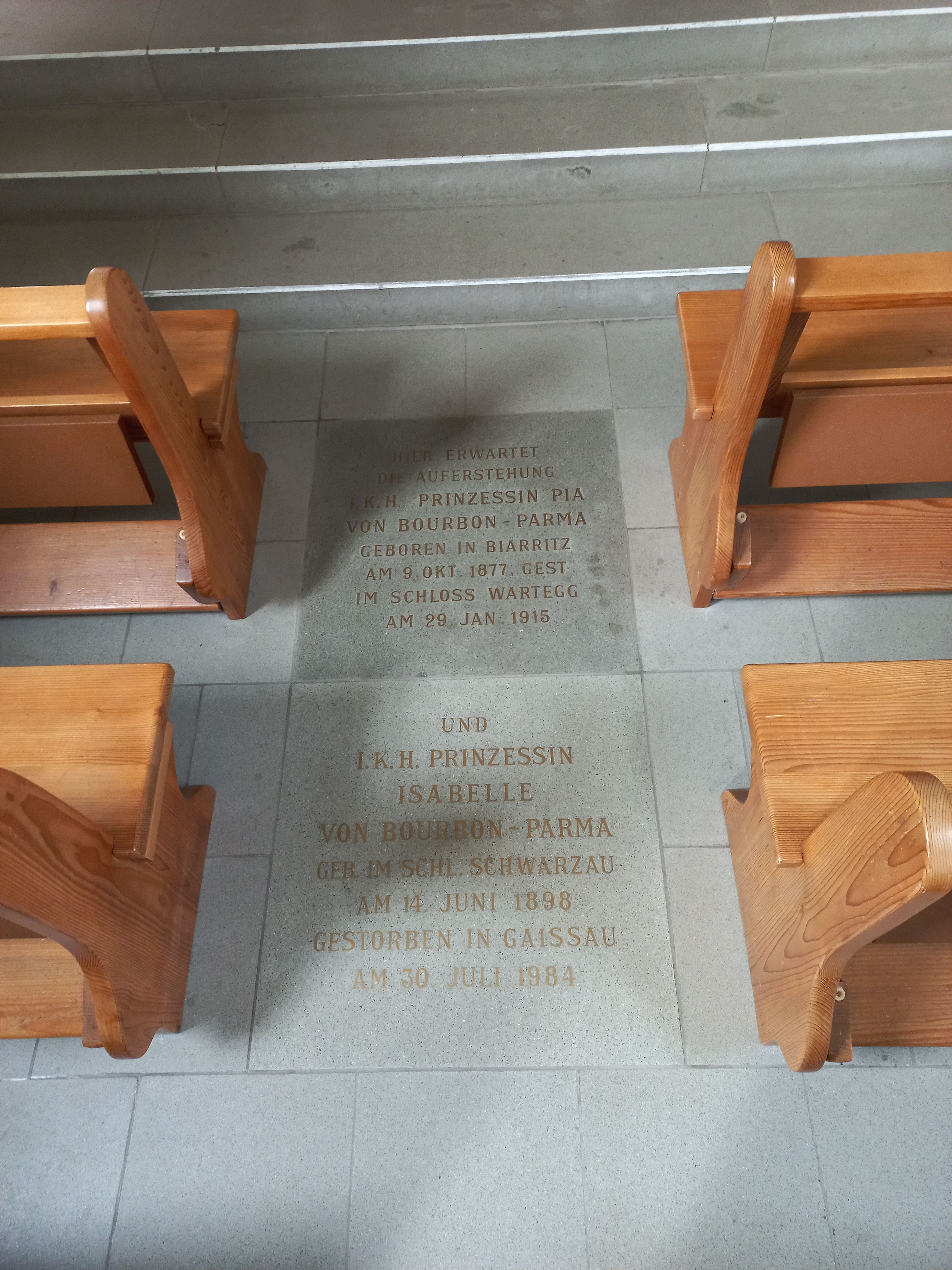
Grabplatten von Pia und Isabella von Bourbon-Parma

Der heute neuromanisch gestaltete Bau liegt am Rand des Warteggparks. Der Grundriss ist kreuzförmig. Auf der Vorhalle und den Dächern der Seitenkapellen befinden sich Steinskulpturen, welche an die Lilien der Bourbonen mahnen (französische Lilie).
Das Innere ist schlicht ausgestattet. Im «Kreuzgang» vor dem Altar finden sich in den beiden Durchgangsbogen Medaillons von ehemaligen Herrschern Europas, wie Kaiser Karl dem Grossen, verschiedenen französischen Königen wie Ludwig XIV. bis zu Herzogen von Parma. Vor den Stufen zum Altar befinden sich zwei Grabplatten, die an Pia (1877–1915) bzw. Isabella von Bourbon-Parma (1898–1984) erinnern, welche in dieser Kapelle die letzte Ruhe gefunden haben.